# فيروس تنفسي مخلوي بشري
الفيروس التنفسي المخلوي (بالإنجليزية: Human respiratory syncytial virus)‏ ويُدعى اختصاراً HRSV، يُعرف أيضًا باسم الفيروس التنفسي المخلوي البشري وفيروس ذات الرئة القويم، هو فيروس شائع جدًا ومعدٍ يسبب التهابات في الجهاز التنفسي. يعد من فيروسات الرنا سالبة الاتجاه أحادية السلسلة، واشتُق اسمه من الخلايا الكبيرة المعروفة باسم الملتحم الخلوي الذي يتشكل عندما تندمج الخلايا المصابة معًا.
يعد الفيروس التنفسي المخلوي السبب الأكثر شيوعًا للاستشفاء نتيجة إصابة الجهاز التنفسي عند الرضع، وتظل عودة الخمج شائعة في وقت لاحق من العمر: تعد أحد مسببات الأمراض الهامة في جميع الفئات العمرية. عادةً ما تكون معدلات الإصابة أعلى خلال أشهر الشتاء الباردة، ما يسبب التهاب القصيبات عند الرضع ونزلات البرد الشائعة لدى البالغين وأمراض الجهاز التنفسي الأكثر خطورة مثل ذات الرئة لدى كبار السن ونقص المناعة.
ينتشر الفيروس التنفسي المخلوي من خلال رذاذ الهواء الملوث ويمكن أن يسبب تفشي المرض في المجتمع وفي المستشفيات. بعد الإصابة الأولية عن طريق العين أو الأنف، يصيب الفيروس الخلايا الظهارية في مجرى الهواء العلوي والسفلي، ما يسبب التهاب وتلف الخلايا وانسداد مجرى الهواء. تتوفر مجموعة متنوعة من الطرق للكشف عن الفيروس وتشخيصه، بما في ذلك اختبار المستضد، والاختبارات الجزيئية، والزرع الفيروسي. تشمل تدابير الوقاية الرئيسية غسل اليدين وتجنب الاتصال الوثيق مع الأفراد المصابين، ويتوفر دواء وقائي يسمى باليفيزوماب للوقاية من عدوى الفيروس التنفسي المخلوي لدى الرضع المعرضين لخطر كبير. حاليًا، لا يوجد لقاح ضد الفيروس المخلوي التنفسي رغم وجود لقاحات قيد التطوير.
يكون علاج المرض الشديد داعمًا في المقام الأول، ويشمل العلاج بالأكسجين ودعم التنفس المتقدم باستخدام ضغط مجرى الهواء الإيجابي المستمر أو العلاج بالترطيب عالي التدفق الساخن، حسب الحاجة. في حالات الفشل التنفسي الشديد، قد تكون هناك حاجة للتنبيب والتهوية الميكانيكية. يعد ريبافيرين الدواء الوحيد المضاد للفيروسات المرخص حاليًا لعلاج الفيروس التنفسي المخلوي عند الأطفال، رغم أن استخدامه ما يزال مثيرًا للجدل.

## العلامات والأعراض
يمكن أن تُظهر عدوى الفيروس التنفسي المخلوي مجموعة متنوعة من العلامات والأعراض التي تتراوح من عدوى خفيفة في الجهاز التنفسي العلوي إلى عدوى الجهاز التنفسي السفلي الشديدة والتي قد تهدد الحياة والتي تتطلب دخول المستشفى والتهوية الميكانيكية. يمكن أن يسبب الفيروس التنفسي المخلوي التهابات الجهاز التنفسي لدى جميع الأعمار وهي من أكثر التهابات الطفولة شيوعًا، لكن أعراضها تختلف بين الفئات العمرية والحالة المناعية. تكون عودة الخمج شائعة طوال الحياة، لكن الرضع وكبار السن يظلون أكثر عرضة لخطر العدوى المترافقة بأعراض.

### الأطفال
يعاني معظم الأطفال من عدوى الفيروس التنفسي المخلوي على الأقل مرة واحدة بحلول سن الثانية. تعد معظم حالات العدوى بالفيروس التنفسي المخلوي في مرحلة الطفولة محصورة إلى حد ما بعلامات وأعراض الجهاز التنفسي العلوي النموذجية، مثل احتقان الأنف وسيلان الأنف والسعال والحمى المنخفضة. يمكن مشاهدة التهاب الغشاء المخاطي للأنف (التهاب الأنف) والحلق (التهاب البلعوم)، بالإضافة إلى احمرار العين (التهاب الملتحمة) في الفحص. يُصاب نحو 15-50% من الأطفال بعدوى أكثر خطورة في الجهاز التنفسي السفلي، مثل التهاب القصيبات أو الالتهاب الرئوي الفيروسي أو الخانوق. يعد الرضع أكثر عرضة لتطور المرض.
يعد التهاب القصيبات التهابًا شائعًا في الجهاز التنفسي السفلي ويتميز بالتهاب وانسداد المسالك الهوائية الصغيرة في الرئتين. رغم أن العديد من الفيروسات يمكنها أن تسبب التهاب القصيبات، يعد الفيروس المخلوي التنفسي مسؤولًا عن نحو 70% من الحالات. عادةً ما يتظاهر بفترة 2-4 أيام من سيلان الأنف واحتقانه يليه تفاقم السعال، والتنفس الصاخب، وتسرع التنفس، والأزيز. بسبب بذل الأطفال جهدًا أكبر في التنفس، يمكن أن تظهر عليهم أيضًا علامات الضائقة التنفسية، مثل التراجع تحت الضلعي (عندما تُسحب البطن تحت القفص الصدري)، والتراجع الوربي (عندما تسحب العضلات بين الضلوع إلى الداخل)، والشخير، وحرقان في الأنف. إذا لم يكن الطفل قادرًا على الرضاعة بشكل كافٍ، قد تظهر أيضًا علامات التجفاف. قد تظهر الحمى، لكن الحمى الشديدة غير شائعة. غالبًا ما يمكن سماع كراكر وأزيز عند التسمع، وقد تنخفض مستويات تشبع الأكسجين.
لدى الأطفال الصغار جدًا الذين تقل أعمارهم عن 6 أسابيع، وخاصةً الخدج، قد تكون علامات العدوى غير واضحة. قد يكون لديهم الحد الأدنى من إصابة الجهاز التنفسي. بدلًا من ذلك، قد يظهر عليهم علامات خمول، أو تهيج، أو سوء تغذية، أو صعوبة في التنفس. قد تترافق هذه الأعراض بنوبات انقطاع التنفس أو فترات توقف قصيرة في التنفس.

### البالغين
تظل عودة الخمج بالفيروس التنفسي المخلوي شائعة طوال الحياة. غالبًا ما ينتج عن عودة الخمج في مرحلة البلوغ أعراض خفيفة إلى معتدلة لا يمكن تمييزها عن نزلات البرد أو التهاب الجيوب الأنفية. قد تكون العدوى أيضًا بدون أعراض. في حالة وجودها، تنحصر الأعراض بشكل عام في الجهاز التنفسي العلوي: سيلان الأنف والتهاب الحلق والحمى والتوعك. في أغلب الحالات، يسبق احتقان الأنف تطور السعال. على عكس التهابات الجهاز التنفسي العلوي الأخرى، يسبب الفيروس التنفسي المخلوي أيضًا ظهور أزيز جديد لدى البالغين. يطور نحو 25% فقط من البالغين المصابين عدوى كبيرة في الجهاز التنفسي السفلي، مثل التهاب القصبات أو التهاب الرغامى والقصبات.
نادرًا ما يسبب الفيروس التنفسي المخلوي مرضًا شديدًا لدى البالغين الأصحاء، لكنه قد يسبب مراضة ووفيات كبيرة لدى كبار السن ومن يعانون من ضعف المناعة أو أمراض القلب والرئة. يعاني كبار السن من عرض مماثل للبالغين الأصغر سنًا، لكن، تكون أعراضهم أكثر شدة مع زيادة خطر إصابة الجهاز التنفسي السفلي. يكون كبار السن بشكل خاص أكثر عرضة للإصابة بذات الرئة والضائقة التنفسية والموت.

### ناقصي المناعة
في حال البالغين والأطفال، يكون الأفراد الذين يعانون من نقص المناعة أكثر عرضة لخطر الإصابة الشديدة بالفيروس التنفسي المخلوي. الأفراد المصابون في هذه المجموعة هم أكثر عرضة لتطور الإصابة من الجهاز التنفسي العلوي إلى السفلي والتناثر الفيروسي المطول. يبدو أن شدة الأعراض مرتبطة ارتباط وثيق بدرجة التثبيط المناعي. يعد المرضى الذين خضعوا لزراعة الخلايا الجذعية المكونة للدم والعلاج الكيميائي المكثف وزراعة الرئة الأكثر عرضة للإصابة. يبدو أن مرضى زراعة نخاع العظم هم الأكثر عرضة للخطر، خاصةً قبل التطعيم. في هذه المجموعة، تحمل عدوى الفيروس المخلوي التنفسي خطرًا بنسبة 80% تقريبًا للإصابة بذات الرئة والموت.

## العلاج
- خافض للحرارة
- موسعات الشعب الهوائية ( وهي من أدوية الربو- وهذا لا يعني أن الطفل مصاب بالربو)
- القطرات الأنفية لتقليل درجة انسداده
- الحرص على إعطاء السوائل لمنع الجفاف ( وليس الحرص على تناول الحليب) حيث يتم أعطاء الطفل الماء بكميات صغيرة ومتكررة لتعويض الفاقد من خلال الحرارة وزيادة سرعة التنفس.

أغلب الأطفال لا يحتاجون للتنويم والعلاج في المستشفى، ولكن بعض الحالات تحتاج حالتهم المرضية ذلك، وقد يحتاجون للتدخل الطبي والمراقبة المستمرة حتى تحسن الحالة، من خلال ما يلي:
- يتم عزل المريض لمنع انتشار المرض للمرضى الآخرين خصوصاً ناقصي المناعة والمصابون بأمراض أخرى
- معالجة الجفاف من خلال إعطاء السوائل عن طريق الفم أو عن طريق الوريد
- مراقبة التنفس وأكسدة الدم، فقد يحتاج الطفل إلى أعطاء الأكسجين عن طريق الاستنشاق، وقد يستدعي الأمر التنفس الصناعي في بعض الحالات
- إعطاء موسعات الشعب الهوائية عن طريق الاستنشاق
- إعطاء مضاد خاص للفيروس RSV
- نوعية المعالجة يقررها الطبيب المعالج
- تخف حدة الأعراض بعد العلاج، ولكن تستمر لعدة أيام